# Ursula Braun (Schauspielerin)
Ursula Braun (* 8. August 1921 in Berlin; † 3. Juli 1984) war eine deutsche Schauspielerin und Synchronsprecherin.

## Leben
Nach absolvierten Studium bei Lucie Höflich in Berlin, debütierte Braun 1941 an einer Bühne in Brieg. Nach dem Ende des Nationalsozialismus folgten Engagements in Eisleben, Leipzig und Erfurt, ehe sie ab 1953 Ensemblemitglied am Theater am Schiffbauerdamm und der Berliner Volksbühne wurde, wo sie über 30 Jahre lang wirkte. Daneben auch umfangreiche Film- und Fernsehtätigkeit für die DEFA und das Fernsehen der DDR.

## Filmografie (Auswahl)
- 1956: Der Richter von Zalamea
- 1959: Musterknaben
- 1960: Was wäre, wenn …?
- 1962: Die aus der 12b
- 1962: Freispruch mangels Beweises
- 1964: Pension Boulanka
- 1965: Solange Leben in mir ist
- 1966: Der Staatsanwalt hat das Wort: Bummel-Benno
- 1969: Jungfer, Sie gefällt mir
- 1970: He, Du!
- 1970: Caesar und Cleopatra (Theateraufzeichnung)
- 1970: Unterwegs zu Lenin
- 1971: Goya (als Synchronsprecherin)
- 1971: KLK an PTX – Die Rote Kapelle
- 1972: Polizeiruf 110: Der Tote im Fließ (TV-Reihe)
- 1974: Polizeiruf 110: Lohnraub (TV-Reihe)
- 1974: Die Frauen der Wardins (Fernseh-Dreiteiler)
- 1975: Der Staatsanwalt hat das Wort: Hilfe für Maik (TV-Reihe)
- 1976: Polizeiruf 110: Eine fast perfekte Sache (TV-Reihe)
- 1977: Du und icke und Berlin (TV)
- 1977: Cyankali (TV-Studioaufzeichnung)
- 1979: Polizeiruf 110: Barry schwieg (TV-Reihe)
- 1979: Pinselheinrich (Fernsehfilm)
- 1980: Seitensprung
- 1980: Solo Sunny
- 1980: Die Verlobte
- 1983: Märkische Chronik
- 1983: Alfons Köhler (Fernsehfilm)
- 1983: Frühstück im Bett
- 1984: Heiße Ware in Berlin

## Theater
- 1954: Leo Tolstoi: Anna Karenina – Regie: Werner Stewe (Volksbühne Berlin)
- 1959: Hedda Zinner: Was wäre wenn … (Frau Gepfert) – Regie: Otto Tausig (Volksbühne Berlin)
- 1960: Ludwig Thoma: Moral (de Hauteville) – Regie: Ernst Kahler (Volksbühne Berlin)
- 1960: Carl Sternheim: Der Kandidat – Regie: Fritz Wisten (Volksbühne Berlin)
- 1961: Euripides: Die Troerinnen – Regie: Fritz Wisten (Volksbühne Berlin)
- 1961: Hedda Zinner: Ravensbrücker Ballade (Maria) – Regie: Fritz Wisten (Volksbühne Berlin)
- 1961: Friedrich Wolf: Beaumarchais oder Die Geburt des Figaro (Hofschauspielerin) – Regie: Rudi Kurz (Volksbühne Berlin)
- 1961: Robert Adolf Stemmle/Erich Engel: Affäre Blum (Frieda) – Regie: Hagen Mueller-Stahl (Volksbühne Berlin)
- 1962: Gotthold Ephraim Lessing: Emilia Galotti (Claudia) – Regie: Gerd Klein (Volksbühne Berlin)
- 1963: Michael Mansfeld: Einer von uns (Mutter) – Regie: Ottofritz Gaillard/Hans-Dieter Meves (Volksbühne Berlin – Theater im 3. Stock)
- 1964: Claus Hammel: Frau Jenny Treibel (Wirtschafterin Schmolke) – Regie: Horst Schönemann (Maxim-Gorki-Theater Berlin)
- 1967: John Millington Synge: Kesselflickerhochzeit (Versoffene Alte) – Regie: Klaus Tews (Volksbühne Berlin – Theater im III. Stock)
- 1967: Georg Kaiser: Nebeneinander – Regie: Wolf-Dieter Panse (Volksbühne Berlin)
- 1967: Helmut Baierl: Mysterium Buffo – Variante für Deutschland (Unreine) – Regie: Wolfgang Pintzka (Volksbühne Berlin)
- 1968: William Shakespeare: Die lustigen Weiber von Windsor (Fräulein Quickly) – Regie: Harald Engelmann/Hans-Joachim Martens/Volkmar Neumann (Volksbühne Berlin)
- 1968: Arthur Fauquez: Barbarossa und die Sonnenblumeninsel (Schmiedin) – Regie: Ottofritz Gaillard (Volksbühne Berlin)
- 1974: Francisco Pereira da Silva: Speckhut (Hure) – Regie: Manfred Karge/Matthias Langhoff (Volksbühne Berlin)
- 1974: Christoph Hein: Schlötel oder Was solls – Regie: Manfred Karge/Matthias Langhoff (Volksbühne Berlin)
- 1975: Carlo Gozzi: Das schöne grüne Vögelchen (Smeraldina) – Regie: Ernstgeorg Hering/Helmut Straßburger (Volksbühne Berlin)

## Hörspiele
- 1961: Heinrich Böll: Zum Tee bei Doktor Borsig (Frau Borsig) – Regie: Wolfgang Brunecker (Hörspiel – Rundfunk der DDR)
- 1961: Karl-Heinrich Bonn: Nächtlicher Besuch (Frau Reichel) – Regie: Helmut Hellstorff (Hörspiel – Rundfunk der DDR)
- 1961: Clifford Odets: Wo ist Lefty (Edna) – Regie: Fritz-Ernst Fechner (Hörspiel – Rundfunk der DDR)
- 1962: Rolf Schneider: 25. November. New York (Francis) – Regie: Helmut Hellstorff (Hörspiel – Rundfunk der DDR)
- 1963: Anna Elisabeth Wiede: Das Untier von Samarkand – Regie: Flora Hoffmann (Kinderhörspiel – Rundfunk der DDR)
- 1964: Georg W. Pijet: Mietskaserne – Regie: Fritz-Ernst Fechner (Hörspiel – Rundfunk der DDR)
- 1965: Albert Maltz: Das Flammenzeichen (Berta Link) – Regie: Peter Groeger (Hörspiel – Rundfunk der DDR)
- 1967: Maxim Gorki: Wassa Schelesnowa (Wassa Schelesnowa) – Regie: Fritz-Ernst Fechner (Hörspiel – Rundfunk der DDR)
- 1968: Michail Schatrow: Bolschewiki – Regie: Wolf-Dieter Panse (Hörspiel – Rundfunk der DDR)
- 1969: Fritz Selbmann: Ein weiter Weg (Mutter Hesse) – Regie: Fritz-Ernst Fechner (Hörspiel (8 Teile) – Rundfunk der DDR)
- 1970: Tschingis Aitmatow: Die Straße des Sämanns (Die Erde) – Regie: Werner Grunow (Hörspiel – Rundfunk der DDR)
- 1973: Hans Siebe: In Sachen Rogge (Frau Lanz) – Regie: Fritz-Ernst Fechner (Hörspielreihe: Tatbestand Nr. 2 – Rundfunk der DDR)
- 1974: Ivan Isacovic: Alter schützt vor Torheit nicht (Mara) – Regie: Albrecht Surkau (Hörspiel – Rundfunk der DDR)
- 1975: Linda Teßmer: Der Fall Tina Bergemann (Frau Koche) – Regie: Hannelore Solter (Hörspiel – Rundfunk der DDR)
- 1976: Antonio Skármeta: Die Suche (Edith) – Regie: Joachim Staritz (Hörspiel – Rundfunk der DDR)
- 1977: Carlos Coutinho: Die letzte Woche vor dem Fest (Mariana) – Regie: Helmut Hellstorff (Hörspiel – Rundfunk der DDR)
- 1977: Rudolf Elter: Die Kronzeugin (Frau Schnuffke) – Regie: Fritz-Ernst Fechner (Hörspiel – Rundfunk der DDR)
- 1978: Inge Ristock: Neue Aufregung um Jörg (Frau Schulz) – Regie: Inge Ristock (Hörspielreihe: Neumann, zweimal klingeln – Rundfunk der DDR)
- 1982: Rolf Wohlgemuth: Auf der Schaukel – Regie: Werner Grunow (Hörspiel – Rundfunk der DDR)